# 스피어 (음악 그룹)
스피어(スフィア, 2009년 2월 15일 ~ )는 일본의 뮤직레인 소속의 여성 성우 4명으로 구성된 성우 유닛이다. 소속 레이블은 GloryHeaven(란티스).

## 개요

### 내력
- 2009년 2월 15일 '뮤직레인 girls 봄의 초콜릿축제'에서 스피어의 결성을 발표하였다.
- 2009년 3월 4일 란티스를 통해 스피어 웹라디오 'Pl@net Sphere'가 시작되었다.
- 2009년 4월 22일 1st 싱글 'Future Stream'을 발표하였다.
- 2009년 7월 29일 2nd 싱글 'Super Noisy Nova'를 발표하였다.
- 2009년 11월 25일 3rd 싱글 '바람을 모아/Brave my heart'를 발표하였다.
- 2009년 12월 23일 첫 번째 정규 앨범 'A.T.M.O.S.P.H.E.R.E'를 발표하였다.
- 2010년 4월 18일 - 2010년 7월 18일 기간 동안 [~Sphere's rings live tour 2010~] 공연을 개최하였다.
- 2010년 4월 21일 4th 싱글 'REALOVE:REALIFE'를 발표하였다.
- 2010년 7월 28일 5th 싱글 'Now loading...SKY!!'를 발표하였다.
- 2010년 10월 20일 6th 싱글 'MOON SIGNAL'을 발표하였다.
- 2010년 11월 17일 첫 번째 사진집 단행본 '천체관측(天体観測 덴타이칸소쿠[*])'을 발매하였다.
- 2010년 11월 23일 데뷔 약 1년 9개월 만에 일본 무도관에서 라이브를 개최하였다. 또한 이날, 각 멤버들의 페어 라이브 소식과 스피어의 2번째 정규 앨범 'Spring is here'의 발매 예정일을 발표하였다.

### 멤버
| 이름                        | 생년월일         | 이미지 색상 |
| --------------------------- | ---------------- | ----------- |
| 코토부키 미나코（寿美菜子） | 1991년 9월 17일  | 보라색      |
| 타카가키 아야히（高垣彩陽） | 1985년 10월 25일 | 핑크        |
| 토마츠 하루카（戸松遥）     | 1990년 2월 4일   | 오렌지      |
| 토요사키 아키（豊崎愛生）   | 1986년 10월 28일 | 초록색      |

### 이름의 유래 및 이미지 색상
유닛 이름 '스피어(sphere)'는 '천구'나 '원'을 의미하고, 4명의 노래가 하나의 원처럼 조화될 수 있도록 바라는 소원을 담아 명명되었다. 유닛의 로고는 토성을 기초로 만들어졌으며, 이 로고에 그려진 4개의 빛은 멤버 4명 각각을 대표하고 있다. 또한, 유닛으로의 이미지 색상은 파란색이다.

## 음반

### Sphere (성우 유닛)
싱글
- Future Stream (2009년 4월22일 발매)
  - Future Stream (TVA "첫사랑 한정" 오프닝테마)
  - Treasures!! (온라인게임 "트릭스터 러브" 이미지송)
- Super Noisy Nova (2009년 7월29일 발매)
  - Super Noisy Nova (TVA "하늘 가는 대로" 오프닝테마])
  - Dangerous girls (PSP용 게임 "검과 마법과 학원물.2" 이미지송)
- 바람을 모아 (風をあつめて)/Brave my heart (2009년 11월 25일 발매)
  - 바람을 모아 (風をあつめて) (온라인게임 "라그나로크온라인"7th애니버서리송)
  - Brave my heart (온라인게임 "라그나로크온라인"7th애니버서리송)
- REALOVE:REALIFE (2010년 4월 21일 발매예정)
  - REALOVE:REALIFE (TVA "언젠가는 대마왕" 오프닝테마)
  - 손바닥에 꿈 (手のひらに夢)
- Now Loading...SKY!! (2010년 7월 28일 발매)
  - Now Loading...SKY!! (TVA "놀러갈게!" 오프닝테마)
  - 제멋대로인 성장기 (かってな成長期) (PSP/PS3용 게임 "검과 마법과 학원물.3" 오프닝테마)
- MOON SIGNAL (2010년 10월 20일 발매)
  - MOON SIGNAL (TVA 처녀요괴 자쿠로 오프닝 테마)
  - 클라이막스 휘슬 (クライマックスホイッスル) (《시스터 퀘스트 2 ~마검의 기사와 백은의 무녀~》 오프닝 테마)
- Hazy (2011년 5월 11일 발매)
  - Hazy (TVA 꽃피는 이로하 엔딩 테마)
  - Neo Eden
- LET・ME・DO!!(2011년 7월 27일 발매예정)
  - LET・ME・DO!!(니혼 테레비 "스피어 클럽" 테마송)
  - Feathering me, Y/N?

### 앨범
- A.T.M.O.S.P.H.E.R.E (2009년 12월 23일 발매)
  - Future Stream (TVA "첫사랑 한정" 오프닝테마)
  - 진짜라서 난처해 (本当だから困るんだ) (신곡)
  - PRINCESS CODE (신곡)
  - Treasures!! (온라인게임 "트릭스터 러브" 이미지송)
  - 그대의 하늘이 맑게 개일 때까지 (君の空が晴れるまで) (신곡)
  - 낙서 Dictionary (らくがきDictionary) (신곡)
  - Dangerous girls (PSP용 게임 "검과 마법과 학원물.2" 이미지송)
  - Dream sign (신곡)
  - Super Noisy Nova (TVA "하늘 가는 대로" 오프닝테마）
  - Joyful×Joyful (신곡)
  - 안녕 SEE YOU (サヨナラSEE YOU) (신곡)
  - A.T.M.O.S.P.H.E.R.E (신곡)

- Spring is here (2011년 3월 16일 발매)
  - Spring is here * 앨범 신곡
  - Now loading...SKY!! (TVA "놀러가요!" 오프닝테마)
  - キミが太陽 * 앨범 신곡
  - REALOVE:REALIFE (TVA "언젠가는 대마왕" 오프닝테마)
  - Congratulations!! * 앨범 신곡
  - 손바닥에 꿈 (手のひらに夢)
  - 바람을 모아서 (風をあつめて) (온라인 게임 "라그나로크 온라인" 7주년 애니버서리송)
  - 제멋대로인 성장기 (かってな成長期)(PS3・PSP용 게임 소프트 "검과 마법과 학원물.3" 오프닝테마)
  - MOON SIGNAL (TVA "소녀요괴 자쿠로" 오프닝테마)
  - By MY PACE!! * 앨범 신곡
  - Brave my heart (온라인게임 "라그나로크 온라인" 7주년 애니버서리송)
  - 클라이맥스 휘슬 (クライマックスホイッスル) (파치슬로 "시스터 퀘스트 2 ~마검의 기사와 백은의 무녀~" 오프닝테마)
  - 꿈연주 레코드 (夢奏レコード) (파치슬로 "시스터 퀘스트 2 ~마검의 기사와 백은의 무녀~" 엔딩테마) *앨범 신곡
  - 무지개가 걸린 선율 (虹を駆ける旋律) *앨범 신곡

### 기타
- dear-dear DREAM (마이선샤인(타카가키 아야히) meets Sphere) (2009년 6월 3일 발매) (멤버전원이 코러스로서 참가)
  - dear-dear DREAM ("배틀스피리츠 소년돌파 바신" 2번째 엔딩테마)
  - 모험기록 (冒険記録) (Little Non이 부른 1기 엔딩곡을 커버한 버전)

## 출연

### 라디오
※진한 글자체는 현재 진행 중인 프로그램
- Pl@net sphere (2009년 3월 4일 - ) - 인터넷 라디오.
- 사립 하코이리 여학원 (2010년 1월 14일 - 2010년 3월 25일) - 닛폰 방송 '뮤~코미+' 내부 코너 '아니코보'의 목요일 '라지메이션(Radimation)'. 오노사카 마사야와 공동 진행.
- 스피어의 Say! You Young (2010년 4월 12일) - A&G+의 특집 방송 Say! You Young. 6번째 퍼스널리티로 참여.

### 라이브 이벤트
| 연도   | 형식          | 제목                                                      | 공연 정보 |
| ------ | ------------- | --------------------------------------------------------- | --- |
| 2009년 | 데뷔 이벤트   | 뮤직레인 girls 봄의 초콜릿축제                            | 2월 15일 하마리큐 아사히홀（도쿄도） |
| 2009년 | 단독 라이브   | 스피어 1st Stream ~스피어와 애니메이션의 음악회~          | 5월 17일 일본청년관（도쿄도） |
| 2009년 | 단독 라이브   | Shake X Sphere 〜여름 밤의 꿈〜                           | 8월 30일 JCB홀（도쿄도） |
| 2009년 | 라이브 이벤트 | 란티스 축제（2일차）                                      | 9월 27일 후지큐 하이랜드 코니파포레스트（아먀나시현） |
| 2009년 | 게스트 출연   | TOKYO ASIA MUSIC MARKET 애니메이션 송 라이브              | 10월 23일 시나가와 스테라볼（도쿄도） |
| 2009년 | 게스트 출연   | RAGNAROK World Championship 2009                          | 11월 1일 퍼시픽 요코하마（가나가와현） |
| 2010년 | 단독 라이브   | 스피어 Colorful Concert                                   | 1월 10일 C.C.Lemon홀（도쿄도） 추가 공연：1월 31일 가나가와 현민홀（가나가와현） |
| 2010년 | 라이브 투어   | ~Sphere's rings live tour 2010~                           | 총 6회 공연 (+ 추가 공연 2회) 4월 18일 도쿄 국제포럼홀 A（도쿄도） 4월 25일 도쿠시마 시립 문화센터（도쿠시마현） 5월 16일 후쿠오카 국제회의장 메인홀（후쿠오카현） 5월 23일 아이치현 예술극장 대 홀（아이치현） 6월 13일 Zepp Osaka（오사카부） 6월 20일 삿포로 팩토리홀（홋카이도） 이하 추가공연 7월 11일 오사카성 야외 음악당 (오사카부) 7월 18일 NHK홀 (도쿄도) |
| 2010년 | 라이브 생중계 | 스피어 in 3D 스크린 ~Sphere's rings live tour 2010~ FINAL | 총 8회 동시 상영 (7월 25일) 신쥬쿠 바루토9 (도쿄도) 요코하마 부르크13 (가나가와현) 우메다 부르크7 (오사카부) TOHO 시네마즈 나고야 베이시티 (아이치현) 후쿠오카 나카스 대양영화극장 (후쿠오카현) T·Joy 니가타 반다이 (니가타현) 히로시마 바루토11 (히로시마현) The North Cinema's 삿포로 극장 (홋카이도)                                                             |
| 2010년 | 게스트 출연   | Animelo Summer Live 2010 -evolution-（1일차）             | 8월 28일 사이타마 슈퍼 아레나（사이타마현） |
| 2010년 | 단독 라이브   | 스피어 라이브 2010 'sphere ON LOVE,ON 일본 무도관'        | 11월 23일 일본 무도관 |

## 같이 보기
- 코토부키 미나코
- 타카가키 아야히
- 토마츠 하루카
- 토요사키 아키